# Свети кръст (Коимбра)
Манастирът „Свети кръст“ (на португалски: Mosteiro de Santa Cruz) е католически августински манастир в град Коимбра, Португалия.  Институцията е получила много папски привилегии и дарения от първите царе на Португалия, превръщайки се в най-важния манастир в кралството. Неговото училище е едно от най-добрите учебни заведения в средновековна Португалия, известно с огромната си библиотека.
Основан през 1131 година, манастирът е основният религиозен център на Португалското кралство през неговите първи години, като в неговата църква са погребани първите двама португалски крале – Афонсу Енрикеш и Саншу I. Оригиналната сграда на манастира и църквата Санта Круз е построена между 1132 и 1223 година с проект на майстор Роберто, известен романски художник.

## Интериор
През 16 век първоначалният романски архитектурен комплекс е изцяло преустроен в късноготическия стил мануелин.
Амвонът от 1520 година е уникално творение на Жан Руански. Той е постановен на каменна химера и украсен с фигури на Аврелий Августин, Йероним Стридонски и Климент I.
В Главната капела на храма са поставени гробниците на първите крале на Португалия Афонсу I и Саншу I. Тези великолепни гробници, съчетават елементи на Готиката и ренесанса, създадени през XVI век от Николя Шантерен вместо примитивните средновековни; над саркофазите лежат скулптурни фигури на кралете в рицарски доспехи. На Николя Шантерен принадлежи и декоративната каменна катедра, наситена с пищност, която се счита един от върховете в творчеството на твореца.
През XVIII век интериорът на църквата е допълнен с нов орган в стил барок.

## Галерия
- Гробница на Афонсу I
- Гробница на Саншу I
- Интериор с органа
- Интериор
- Органът
- Петдесетница